# Eupithecia circumdata
Eupithecia circumdata là một loài bướm đêm trong họ Geometridae.